# 聖拉薩羅
聖拉薩羅（西班牙語：San Lázaro），是巴拉圭的城鎮，位於該國東北部，由康塞普西翁省負責管轄，始建於1930年12月17日，面積1,005平方公里，海拔高度112米，2002年人口9,101，人口密度每平方公里9人。